# Nadrzewnik
Nadrzewnik (Dendromus) – rodzaj ssaków z podrodziny nadrzewników (Dendromurinae) w obrębie rodziny malgaszomyszowatych (Nesomyidae).

## Rozmieszczenie geograficzne
Rodzaj obejmuje gatunki występujące w Afryce.

## Morfologia
Długość ciała (bez ogona) 47–95 mm, długość ogona 57–132 mm, długość ucha 7–19 mm, długość tylnej stopy 14–23 mm; masa ciała 4–23 g.

## Systematyka
Rodzaj zdefiniował w 1829 roku szkocki przyrodnik Andrew Smith w artykule zatytułowanym Wkład w historię naturalną Afryki Południowej, opublikowanym w czasopiśmie „The Zoological journal”. Gatunkiem typowym jest (oznaczenie monotypowe) nadrzewnik bagienny (D. mesomelas).

### Etymologia
- Dendromus (Dendromys): gr. δενδρον dendron ‘drzewo’; μυς mus, μυος muos ‘mysz’[12].
- Chortomys: gr. χορτος khortos ‘pastwistko’[13]; μυς mus, μυος muos ‘mysz’[14]. Gatunek typowy (oryginalne oznaczenie): Dendromys lovati de Winton, 1899.

### Podział systematyczny
Do rodzaju należą następujące występujące współcześnie gatunki:
| Grafika | Gatunek                    | Autor i rok opisu                                                       | Nazwa zwyczajowa         | Podgatunki         | Rozmieszczenie geograficzne | Podstawowe wymiary                            | Status IUCN |
| ------- | -------------------------- | ----------------------------------------------------------------------- | ------------------------ | ------------------ | --- | --------------------------------------------- | ----------- |
|         | Dendromus leucostomus      | Monard, 1933                                                            | nadrzewnik reliktowy     | gatunek monotypowy | endemit wschodnio-środkowej Angoli (znany z jednego stanowiska (Caluquembe)) | DC: 4,7–6,9 cm DO: 5,7–8 cm MC: brak danych   | NE          |
|         | Dendromus lachaisei        | Denys & Aniskin, 2012                                                   | nadrzewnik płowy         | gatunek monotypowy | południowo-wschodnia Gwinea, Liberia i Wybrzeże Kości Słoniowej | DC: 5,5–7,8 cm DO: 7,9–9,8 cm MC: około 11 g  | DD          |
|         | Dendromus kumasi           | L. Bohmann, 1939                                                        |                          | gatunek monotypowy | Ghana (Kumasi i Achimota) i Benin | DC: około 6 cm DO: około 9 cm MC: brak danych | NE          |
|         | Dendromus kahuziensis      | Dieterlen, 1969                                                         | nadrzewnik wąwozowy      | gatunek monotypowy | endemit wschodniej Demokratycznej Republiki Konga (znany tylko z góry Kahuzi) | DC: 7,7–8,2 cm DO: 12–13,2 cm MC: 10–12 g     | CR          |
|         | Dendromus lovati           | (de Winton, 1900)                                                       | nadrzewnik łąkowy        | gatunek monotypowy | endemit Etiopii (obszary wysokogórskie) | DC: 5,7–9,5 cm DO: 5,7–8,7 cm MC: 11–23 g     | LC          |
|         | Dendromus ruppi            | Dieterlen, 2009                                                         | nadrzewnik sudański      | gatunek monotypowy | endemit południowego Sudanu Południowego (znany tylko z gór Imatong) | DC: 6,3–8,2 cm DO: 9,1–11,5 cm MC: 8–15 g     | DD          |
|         | Dendromus messorius        | (O. Thomas, 1903)                                                       | nadrzewnik bananowy      | gatunek monotypowy | rozłączne populacje w Ghanie, Togo, Beninie, południowo-wschodniej Nigerii, Kamerunie, skrajnym południowym Sudanie Południowym, północno-wschodniej Demokratycznej Republice Konga, południowo-wschodniej Ugandzie i zachodniej Kenii | DC: 5,7–7 cm DO: 7,8–9,5 cm MC: 7–10 g        | LC          |
|         | Dendromus mystacalis       | (von Heuglin, 1863)                                                     | nadrzewnik kasztanowy    | gatunek monotypowy | Afryka Wschodnia i Południowa (Etiopia, południowy Sudan Południowy, Demokratyczna Republika Konga, Uganda i Kenia, od Tanzanii na południe do wschodniej Zambii, od zachodu do południowo-zachodniej Angoli)                          | DC: 4,7–8 cm DO: 6,4–10,1 cm MC: 4–11 g       | LC          |
|         | Dendromus pseudomystacalis | Kerbis Peterhans, Lavrenchenko, Mulualem, Craig, Meheretu & Bryja, 2024 |                          | gatunek monotypowy | endemit Etiopii: zachodnie i centralne wyżyny; zakres wysokości: 1930–3259 m n.p.m. | DC: 5,4–9,8 cm DO: 8,5–17,3 cm MC: 5,2–13,5 g | NE          |
|         | Dendromus nyasae           | O. Thomas, 1916                                                         | nadrzewnik ruwenzorski   | 2 podgatunki       | północno-wschodnia Demokratyczna Republika Konga, południowo-zachodnia Uganda i Rwanda oraz południowa Tanzania, skrajnie północno-wschodnia Zambia i północne Malawi                                                                  | DC: 6,4–8 cm DO: 8,4–10,5 cm MC: 6–20 g       | NE          |
|         | Dendromus insignis         | (O. Thomas, 1903)                                                       | nadrzewnik górski        | gatunek monotypowy | tereny górskie Afryki Wschodniej, we wschodniej części Demokratycznej Republiki Konga, zachodniej Ugandzie, Rwandzie, południowej Kenii i Tanzanii (Eastern Arc Mountains)                                                             | DC: 7,8–9,2 cm DO: 8,2–11,1 cm MC: 12–17 g    | LC          |
|         | Dendromus abyssinicus      | Osgood, 1936                                                            |                          | gatunek monotypowy | endemit Etiopii: duże wysokości po obu stronach Wielkich Rowów Afrykańskich; zakres wysokości: do 3750 m n.p.m. | DC: 5,9–7,3 cm DO: 6,2–10,6 cm MC: 5–16 g     | NE          |
|         | Dendromus rogersi          | Kerbis Peterhans & Voelker, 2024                                        |                          | gatunek monotypowy | endemit Tanzanii: znany tylko z góry Kilimandżaro; zakres wysokości: 2043–2897 m n.p.m. | DC: 7,6–8,4 cm DO: 10,6–12,1 cm MC: 9,1–15 g  | NE          |
|         | Dendromus mesomelas        | (Brants, 1827)                                                          | nadrzewnik bagienny      | gatunek monotypowy | wschodnia i południowa Południowa Afryka i Eswatini; rozłączne populacje w południowej Demokratycznej Republice Konga, północno-zachodniej Zambii, północnej Botswanie, północno-wschodniej Namibii (Zambezi) i środkowym Mozambiku    | DC: 6,7–8,8 cm DO: 7,7–12,1 cm MC: 6–15 g     | LC          |
|         | Dendromus vernayi          | J. Eric Hill & T.D. Carter, 1937                                        | nadrzewnik krótkoogonowy | gatunek monotypowy | endemit wschodniej Angoli (znany tylko z miejsca typowego (Chitau)) | DC: 6,3–7,7 cm DO: 8–8,6 cm MC: brak danych   | DD          |
|         | Dendromus oreas            | Osgood, 1936                                                            | nadrzewnik kameruński    | gatunek monotypowy | endemit zachodniego Kamerunu (góry Manengouba, Kupé i Kamerun) | DC: 6–7,4 cm DO: 8,9–10,4 cm MC: 9–13 g       | LC          |

Kategorie IUCN:  LC  – gatunek najmniejszej troski,  CR  – gatunek krytycznie zagrożony,  DD  – gatunki o nieokreślonym stopniu zagrożenia;  NE  – gatunki niepoddane jeszcze ocenie.
Opisano również gatunki wymarłe:
- Dendromus averyi Denys, 1994[17] (Południowa Afryka; pliocen)
- Dendromus darti Denys, 1994[18] (Południowa Afryka; pliocen)
- Dendromus denysae Mein, Pickford & Senut, 2004[19] (Namibia; miocen)
- Dendromus intermedius Geraads, 2001[20] (Etiopia; miocen)